# Стикс (приток Ягошихи)
Стикс — малая река в Перми, левый приток Ягошихи — по существующей градации малых рек относится к самым малым, называемым ручьями. Судя по плану Перми 1898 года, исток ручья находился в районе нынешнего дома № 53 на улице Сибирской.
Такое название ручей получил официально в конце XVIII или начале XIX века (есть на плане Перми 1823 года) по названию реки Стикс из древнегреческой мифологии, так как он отделял город от основанного в то время Егошихинского кладбища. По мнению краеведов, название Стикс могло появиться в просвещённой среде преподавателей местной цифирной школы. Автор «Летописи города Перми» В. Н. Трапезников, описывая события конца 1784 года, отмечает: «Начитанное в греческой мифологии „образованное“ пермское общество назвало ручей, отделяющий кладбище от города, „Стиксом“ — по имени реки, через которую, по представлению греков, легендарный перевозчик Харон перевозил души умерших в „Аид“».

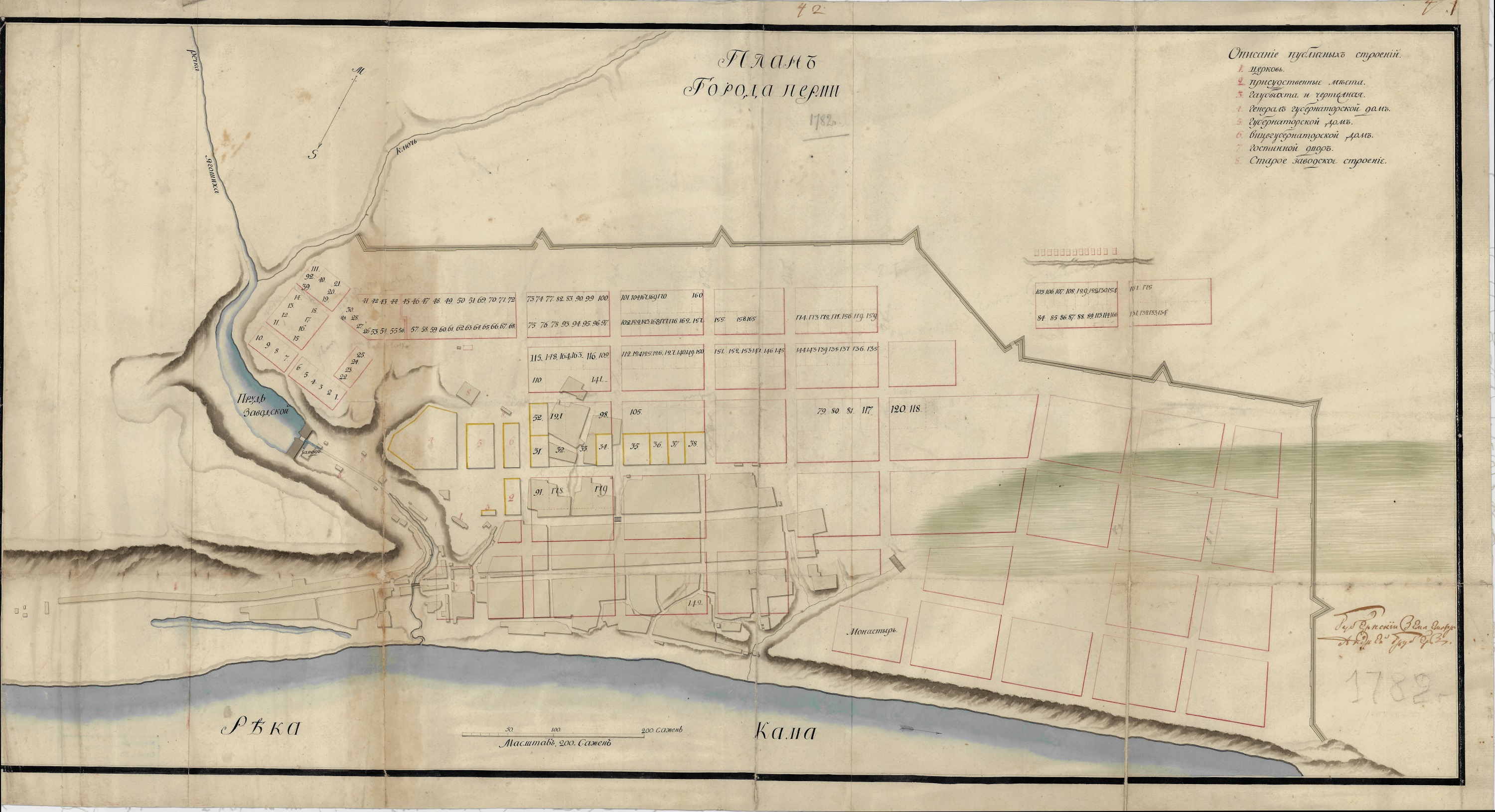
План Перми 1782 года

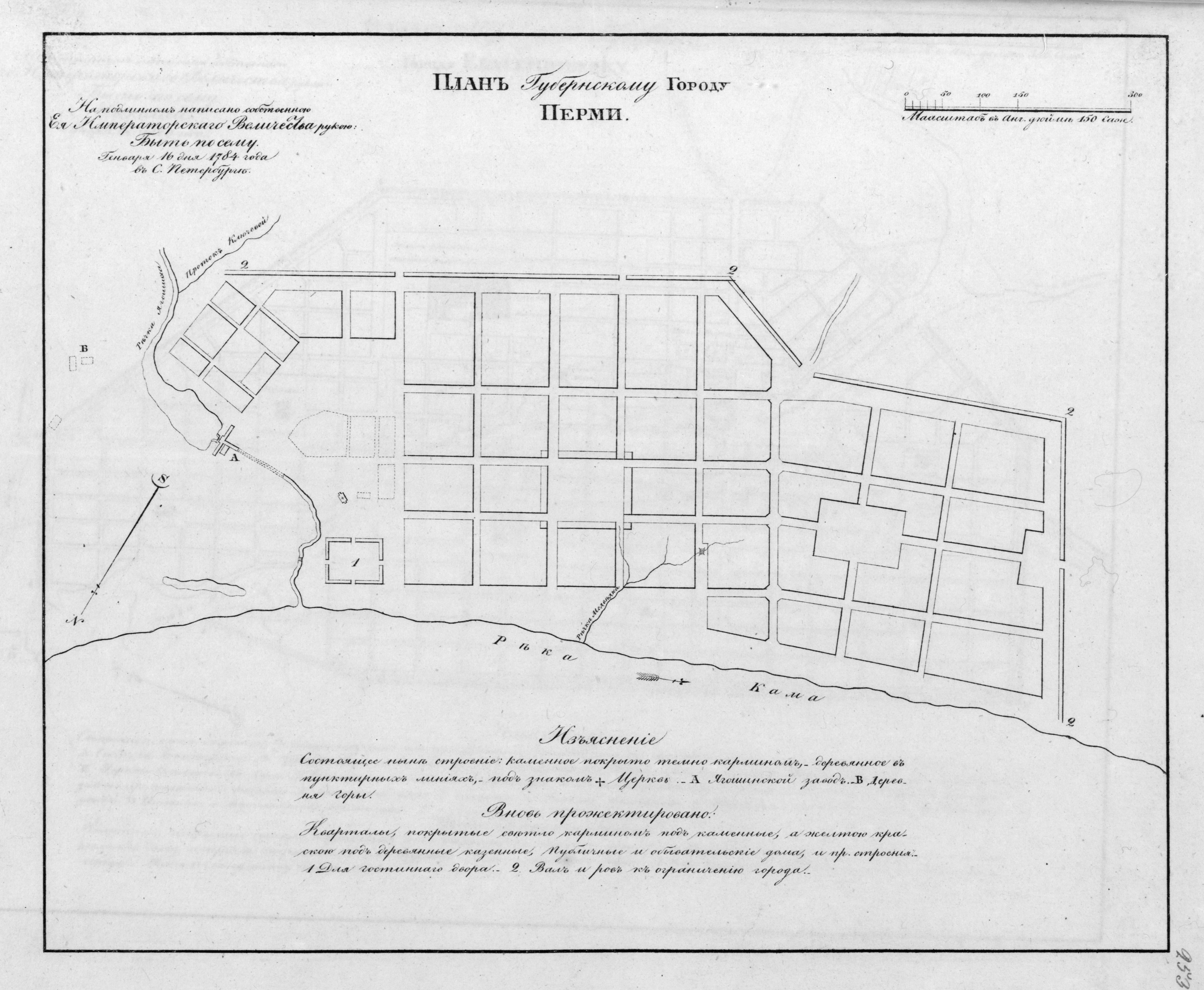
План Перми 1784 года

На плане Перми 1782 года ручей имеет название «Ключ», а на плане 1784 года он назван «Проток Ключевой». Иногда встречается утверждение, что ручей Стикс раньше имел название Акунька (или Акулька). Однако похожим названием Акулинка назывался тоже левый приток Егошихи, но выше по её течению. Историк-краевед Е. А. Спешилова отмечает: «между речками Стикс и Акулинка в середине XIX века располагались батальонные казармы». На плане Перми 1898 года показан ручей, исток которого находится в районе пересечения современных улиц 1-я Красноармейская и Максима Горького.
В 1804 году по указу пермского губернатора Карла Фёдоровича Модераха были созданы ров и вал для отведения талых и дождевых вод с полей в реки Стикс и Данилиху. Ров и вал проходили параллельно современным улицам Краснова (по нынешней территории парка Горького, южнее ротонды) и Пушкина (по нынешней территории Центрального рынка). В 1858 году через Стикс был построен деревянный мост.
17 тысяч лет назад вблизи устья Стикса располагалась палеолитическая стоянка «Егошиха», обследованная в 2003 году Камской археологической экспедицией Пермского государственного университета под руководством А. Ф. Мельничука. В ходе раскопок было собрано несколько тысяч разнообразных каменных орудий. Установлено, что обитатели стоянки охотились на оленей и лошадей.
В настоящее время ручей почти на всём протяжении заключён в коллектор, открытые участки находятся после пересечения с улицей Клименко (бывшей Чердынской), там, где Стикс протекает вблизи кладбища. По Стиксу проходит часть границы Ленинского района города Перми.